# Achères-la-Forêt
 Achères-la-Forêt  es una población y comuna francesa, en la región de Isla de Francia, departamento de Sena y Marne, en el distrito de Fontainebleau y cantón de la Chapelle-la-Reine.
Hasta 1926 su nombre fue Achères.

## Demografía
| 590 | 671 | 681 | 686 | 756 | 754 | 702 | 697 | 682 | 664 | 688 | 669 | 672 | 683 | 675 | 624 | 607 | 564 | 502 | 480 | 419 | 416 | 443 | 406 | 434 | 475 | 782 | 459 | 647 | 754 | 903 | 1,040 | 1,235 | 1,242 |
| Para los censos de 1962 a 1999 la población legal corresponde a la población sin duplicidades (Fuente: INSEE [Consultar]) |     |     |     |     |     |     |     |     |     |     |     |     |     |     |     |     |     |     |     |     |     |     |     |     |     |     |     |     |     |     |       |       |       |